# 柄本奈美
柄本 奈美　（つかもと なみ、1979年9月7日-)は、日本のバレリーナ。静岡県生まれ。

## 経歴
6歳よりバレエを始めた。橘バレヱ学校に学び、2001年（平成13年）度に卒業した（第50回）。
牧阿佐美バレヱ団ではさまざまな役を踊り、日本国外の公演にも出演した。バウンドプロモーションに所属し、バレエ公演のほか、女優として映画にも出演している。ダンサーとして現役を終えた後は、バレエ指導者として活動している。

## 出演作品

### 映画
- ヴィタール（2004年 大山涼子役）[3][4][5]

### テレビCM
- 大王製紙 エリス Megami